# Carry trade
El carry trade és una estratègia d'especulació basada a treure partit del diferencial de tipus d'interès entre dues economies.
Consisteix a manllevar diners en una economia on els tipus d'interès són baixos, fer un canvi de moneda, i invertir la quantitat prestada en una altra economia on els tipus d'interès dels actius lliures de risc -p. ex. bons- són més alts. Un cop s'ha obtingut el rendiment es torna a fer un canvi de divisa a la inversa i es retorna el préstec; l'estratègia aporta beneficis pel diferencial de tipus d'interès, sempre que el tipus de canvi de la divisa original no s'hagi apreciat tant com per minorar el benefici obtingut pel diferencial de tipus d'interès. Alternativament es pot donar el cas que la divisa original s'hagi depreciat, de manera que això encara incrementa més el benefici de l'operació.
Per a obtenir un rendiment significatiu, aquest tipus d'operació s'ha de realitzar amb una elevada suma de capital, fet que implica que és una estratègia aplicada majoritàriament per les grans institucions financeres. En aquesta estratègia els tipus de canvi són una externalitat, que pot ser negativa o positiva, i la motivació principal és obtenir un avantatge del diferencial de tipus d'interès. La seva denominació es deu al fet que el carry és el rendiment o el cost d'un actiu mentre el mantenim en la nostra posició. El carry trade es genera per la diferència entre el carry negatiu pel cost de finançament i el carry positiu de la inversió.

## Exemple: el iencarry trade
El cas del ien resulta paradigmàtic, ja que degut a la situació d'estancament econòmic viscut pel país nipó durant la darrera dècada del segle XX i la primera del segle xxi, els tipus d'interès del Japó estigueren al voltant del 0,10%. Aquest cost de finançament tant reduït permetia finançar-se allí demanant un préstec i seguidament vendre iens i comprar una altra divisa on invertir la quantitat prestada amb tipus d'interès superiors, com ara zona Euro o EUA, aproximadament entre el 2,25% respectivament. La pràctica d'aquesta operació per part dels inversos institucionals produeix al seu torn que davant d'un nou increment de tipus d'interès en la zona Euro o els Estats Units es produeixi una depreciació transitòria del ien en demanar-se massius préstecs allí en aquella moneda i ésser immediatament venuda a canvi d'euros o dòlars.

## Riscos: «recollir cèntims davant d'una piconadora»
El risc de tipus de canvi fa que aquesta estratègia hagi estat qualificada com de «recollir cèntims davant d'una piconadora», i se l'hagi acusat de les vertiginoses apreciacions i col·lapses en el valor de les divises. A inicis del 2007 s'estimà que aproximadament un bilió de dòlars (10¹²) ---trillions, en denominació anglosaxona--- participaven del ien carry trade. L'abril del 2007 el Banc central del Japó augmentà els tipus d'interès i això provocà un augment considerable del tipus de canvi del ien perquè en retornar el préstec precipitadament s'havien de comprar iens. L'augment del tipus de canvi que implicà que el valor present de les inversions fetes a través del ien carry trade es reduís, forçant a d'altres inversos a retornar immediatament els seus préstecs abans d'una nova pujada del tipus de canvi, fet que implicà una nova pujada del tipus de canvi en molt pocs dies per un efecte bola de neu. Això no obstant, com que un ien fort corre en detriment de les exportacions japoneses posteriorment el Banc central del Japó realitzà operacions per intentar tornar a debilitar el ien.

## Riscos: finançar inversions de risc o a llarg termini ambcarry trade

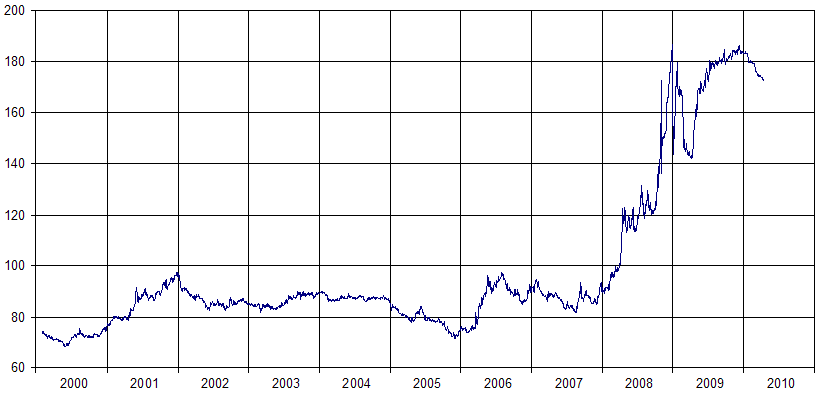
Tipus de canvi euro/corona islandesa

La crisi financera islandesa 2008-2011 té en els seus orígens un ús abusiu del carry trade, en aquest cas amb l'euro. Fou pràctica habitual entre els islandesos de finançar la compra d'habitatges amb préstecs denominats amb euros, amb un tipus d'interès més baix que el fixat pel Banc central islandès. La majoria d'aquests préstecs caigueren en Suspensió de pagaments quan l'euro s'aprecià dramàticament respecte a la corona islandesa, provocant que el pagament de les quotes del préstec hipotecari en euros fos inabordable pels islandesos.
De la mateixa manera inversions fetes amb els préstecs denominats en iens incloïen no només actius lliures de risc ---bons---, sinó també inversions amb risc com ara crèdits subprime als Estats Units o fons d'inversió als BRIC ---Brasil, Rússia, Índia i la Xina---. Per bé que les grans economies presenten major grau d'immunitat als efectes del carry trade sobre la cotització de les seves divises, degut a l'enorme quantitat de divises en circulació, l'apreciació del ien respecte del dòlar des del 2008 reduí substancialment la pràctica massiva del ien carry trade. Les causes es deuen a la dràstica reducció dels tipus d'interès als Estats Units, que desincentivà el rendiment del ien carry trade, de manera que els préstecs denominats en iens anaren sent retornats, fet que al seu torn implicava l'apreciació del ien, desincentivant encara més la pràctica del ien carry trade per l'efecte negatiu ---el carry negatiu--- del tipus de canvi.